# Бережок (Кадуйский район)
Бережок — деревня в Кадуйском районе Вологодской области.
Входит в состав сельского поселения Семизерье (до 2015 года входила в Барановское сельское поселение), с точки зрения административно-территориального деления — в Барановский сельсовет.
Расположена на левом берегу реки Суда. Расстояние по автодороге до районного центра Кадуя — 77 км, до центра сельсовета деревни Барановская — 5 км. Ближайшие населённые пункты — Сосновка, Тимохино, Шигодские.
По переписи 2002 года население — 17 человек.